# Società Sportiva Fidelis Andria 1928 2016-2017
Questa voce raccoglie le informazioni riguardanti la Società Sportiva Fidelis Andria nelle competizioni ufficiali della stagione 2016-2017.

## Stagione
Nella stagione 2016-2017 la Fidelis Andria disputa il girone C del campionato di Lega Pro, vi raccoglie 47 punti con il dodicesimo posto finale. Allenata dal tecnico Giancarlo Favarin ottiene 27 punti nel girone di andata, chiuso in ottava posizione, e solo 20 nel girone di ritorno, sfiorando l'accesso ai Play-off, persi per un punto. Partecipa anche alla Coppa Italia Tim Cup nella quale pareggia (1-1) a Bassano del Grappa, ma viene eliminata ai calci di rigore (5-3). Stessa sorte nella Coppa Italia di Lega Pro dove pareggia (1-1) in casa contro il Foggia, ma ai calci di rigore passano il turno i satanelli (4-5).

## Divise e Sponsor
La divisa dei pugliesi è azzurra, con calzoncini e calzettoni bianchi. Il main sponsor è Saporosa di Puglia, mentre lo sponsor tecnico è Givova.

## Rosa
Di seguito la rosa aggiornata al 31 agosto 2016.
| N. |                    | Ruolo | Calciatore             |
| -- | ------------------ | ----- | ---------------------- |
| 1  | Italia (bandiera)  | P     | Giacomo Poluzzi        |
| 1  | Italia (bandiera)  | P     | Giovanni Lullo         |
| 2  | Italia (bandiera)  | D     | Angelo Tartaglia       |
| 3  | Italia (bandiera)  | A     | Marco Valotti          |
| 4  | Italia (bandiera)  | D     | Ramzi Aya              |
| 5  | Italia (bandiera)  | D     | Giacinto Allegrini     |
| 6  | Romania (bandiera) | D     | Ionuț Rada             |
| 7  | Italia (bandiera)  | A     | Emilio Volpicelli      |
| 8  | Italia (bandiera)  | C     | Marco Piccinni         |
| 9  | Senegal (bandiera) | A     | Ameth Fall             |
| 10 | Italia (bandiera)  | C     | Nicola Mancino         |
| 11 | Italia (bandiera)  | C     | Antonio Matera         |
| 11 | Italia (bandiera)  | A     | Antonio Croce          |
| 12 | Romania (bandiera) | P     | Ionuț Pop              |
| 13 | Italia (bandiera)  | D     | Danilo Onofrio Colella |
| 14 | Italia (bandiera)  | D     | Davide Masiero         |
| 15 | Italia (bandiera)  | C     | Ruggiero Paolillo      |
| 16 | Italia (bandiera)  | C     | Manél Minicucci        |
| 17 | Italia (bandiera)  | A     | Ernesto Starita        |

| N. |                    | Ruolo | Calciatore            |
| -- | ------------------ | ----- | --------------------- |
| 17 | Italia (bandiera)  | A     | Giuseppe Ippedico     |
| 18 | Cile (bandiera)    | C     | Adolfo Andres Ovalle  |
| 18 | Italia (bandiera)  | C     | Lorenzo Vasco         |
| 19 | Italia (bandiera)  | A     | Pietro Cianci         |
| 20 | Italia (bandiera)  | C     | Riccardo Berardino    |
| 21 | Brasile (bandiera) | D     | Felipe Curcio         |
| 22 | Italia (bandiera)  | P     | Marco Cilli           |
| 23 | Brasile (bandiera) | A     | Sergio Pereira Cruz   |
| 24 | Italia (bandiera)  | D     | Fabio Tito            |
| 25 | Italia (bandiera)  | D     | Vincenzo Imbriola     |
| 26 | Romania (bandiera) | C     | Daniel Onescu         |
| 29 | Italia (bandiera)  | D     | Federico Annoni       |
| 30 | Croazia (bandiera) | A     | Danijel Klarić        |
| 30 | Italia (bandiera)  | D     | Michele Spinelli      |
| 31 | Italia (bandiera)  | C     | Andrea Bottalico      |
|    | Italia (bandiera)  | C     | Carlo Sisto           |
|    | Italia (bandiera)  | C     | Alessandro Camporeale |
|    | Italia (bandiera)  | C     | Antonio Caponero      |

## Staff tecnico
Di seguito lo staff tecnico tratto dal sito internet ufficiale della società.
- Pietro Doronzo - Direttore sportivo
- Gianfranco Cataldo - Direttore generale
- Giancarlo Favarin - Allenatore
- Giovanni Langella - Allenatore in seconda
- Renzo Ricci - Preparatore atletico
- Leo De Bernardis - Preparatore dei portieri
- Giuseppe Ciciriello - Recupero infortuni
- Antonio Gaglione - Responsabile sanitario
- Massimo De Prezzo - Medico sociale
- Vincenzo Musci - Massaggiatore
- Valerio Luigi Ciccolella - Biologo nutrizionista
- Giuseppe Sipone - Segretario generale
- Umberto Quistelli - Team manager

## Calciomercato
Di seguito sono riportati i trasferimenti del calciomercato 2016-2017 della Fidelis Andria.

### Sessione estiva(dal 01/07 al 31/08)
| Acquisti | Acquisti               | Acquisti     | Acquisti   |
| R.       | Nome                   | da           | Modalità   |
| -------- | ---------------------- | ------------ | ---------- |
| P        | Ionuț Pop              | Roma         | prestito   |
| D        | Giacinto Allegrini     | Nardò        | definitivo |
| D        | Federico Annoni        | Melfi        | svincolato |
| D        | Danilo Onofrio Colella | Melfi        | svincolato |
| D        | Felipe Curcio          | Martina      | svincolato |
| D        | Ionuț Rada             | Bari         | definitivo |
| D        | Angelo Tartaglia       | Novara       | prestito   |
| D        | Fabio Tito             | Foggia       | prestito   |
| D        | Iliando Ujka           | Canosa       | definitivo |
| C        | Riccardo Berardino     | Martina      | svincolato |
| C        | Nicola Mancino         | Rimini       | svincolato |
| C        | Davide Masiero         | Fiorentina   | definitivo |
| C        | Manél Minicucci        | Bari         | definitivo |
| C        | Adolfo Ovalle          |              | svincolato |
| A        | Pietro Cianci          | Sassuolo     | prestito   |
| A        | Sergio Cruz            | Chievo       | prestito   |
| A        | Ameth Fall             | Rimini       | svincolato |
| A        | Danijel Klarić         | Sturm Graz   | definitivo |
| A        | Ernesto Starita        | Pro Vercelli | prestito   |
| A        | Marco Valotti          | Brescia      | prestito   |
| A        | Emilio Volpicelli      | Venezia      | definitivo |

| Cessioni | Cessioni             | Cessioni    | Cessioni      |
| R.       | Nome                 | a           | Modalità      |
| -------- | -------------------- | ----------- | ------------- |
| D        | Roberto Cortellini   | AlbinoLeffe | svincolato    |
| D        | Vittorio Ferrero     |             | svincolato    |
| D        | Matteo Fissore       | Torino      | fine prestito |
| D        | Nico Paterni         | Melfi       | definitivo    |
| D        | Mariano Stendardo    | Taranto     | prestito      |
| D        | Angelo Tartaglia     | Novara      | definitivo    |
| D        | Marco Vittiglio      |             | svincolato    |
| C        | Abass Alhassan       | Sassuolo    | fine prestito |
| C        | Ismaël Bangoura      | Cesena      | fine prestito |
| C        | Dimitri Bisoli       | Brescia     | prestito      |
| C        | Nicola Capellini     | Forlì       | definitivo    |
| C        | Juan Ezequiel García |             | svincolato    |
| A        | Nisio Barrasso       | Bisceglie   | prestito      |
| A        | Mauro Bollino        | Taranto     | definitivo    |
| A        | Pietro Cianci        | Sassuolo    | definitivo    |
| A        | Alessandro De Vena   | Melfi       | definitivo    |
| A        | Leonardo Di Cosmo    | Bisceglie   | prestito      |
| A        | Francesco Grandolfo  | Bassano     | definitivo    |
| A        | Nicola Strambelli    | Matera      | definitivo    |

### Sessione invernale(dal 03/01 al 31/01)
| Acquisti | Acquisti          | Acquisti  | Acquisti      |
| R.       | Nome              | da        | Modalità      |
| -------- | ----------------- | --------- | ------------- |
| P        | Giovanni Lullo    | Bisceglie | definitivo    |
| D        | Michele Spinelli  |           | svincolato    |
| C        | Andrea Bottalico  | Padova    | prestito      |
| C        | Lorenzo Vasco     | Roma      | prestito      |
| A        | Antonio Croce     | Teramo    | definitivo    |
| A        | Leonardo Di Cosmo | Bisceglie | fine prestito |
| A        | Giuseppe Ippedico | Bari      | prestito      |

| Cessioni | Cessioni        | Cessioni       | Cessioni      |
| R.       | Nome            | a              | Modalità      |
| -------- | --------------- | -------------- | ------------- |
| P        | Giacomo Poluzzi | SPAL           | definitivo    |
| C        | Davide Masiero  |                | rescissione   |
| C        | Antonio Matera  | Benevento      | prestito      |
| C        | Adolfo Ovalle   | Sambenedettese | definitivo    |
| A        | Danijel Klarić  |                | rescissione   |
| A        | Ernesto Starita | Pro Vercelli   | fine prestito |
| A        | Marco Valotti   | Brescia        | fine prestito |

## Risultati

### Campionato

#### Girone di andata
| Arbitro: | Robilotta (Sala Consilina) |

|                              |           |            |
| Sarno 50’ (rig.) Padovan 75’ | Marcatori | 54’ Onescu |

| Andria 4 settembre 2016, ore 20:30 CEST 2ª giornata | Fidelis Andria          | 0 – 0 referto | Catania | Stadio Degli Ulivi (3.224 spett.)\| Arbitro: \| Luciano (Lamezia Terme) \| |
| Arbitro:                                            | Luciano (Lamezia Terme) |               |         |                                                                            |

| Arbitro: | Amabile (Vicenza) |

|                                      |           |  |
| Campagna 32’ Tavares 74’ Di Bari 81’ | Marcatori |  |

| Arbitro: | Maggioni (Lecco) |

|                      |           |  |
| Fall 14’ Mancino 42’ | Marcatori |  |

| Arbitro: | D’Apice (Arezzo) |

|                                   |           |  |
| Bollino 26’ A. Viola 90+5’ (rig.) | Marcatori |  |

| Arbitro: | De Angeli (Abbiategrasso) |

|            |           |  |
| Onescu 45’ | Marcatori |  |

| Caserta 2 ottobre 2016, ore 20:30 CEST 7ª giornata | Casertana         | 0 – 0 referto | Fidelis Andria | Stadio Alberto Pinto (1.500 spett.)\| Arbitro: \| Massimi (Termoli) \| |
| Arbitro:                                           | Massimi (Termoli) |               |                |                                                                        |

| Arbitro: | Cipriani (Empoli) |

|  |           |                   |
|  | Marcatori | 52’, 75’ A. Gatto |

| Arbitro: | Annaloro (Collegno) |

|            |           |              |
| Zanini 33’ | Marcatori | 90+2’ Cianci |

| Arbitro: | Sozza (Seregno) |

|                   |           |  |
| Cruz 16’ Rada 71’ | Marcatori |  |

| Arbitro: | Meraviglia (Pistoia) |

|                    |           |            |
| Catania 17’ (rig.) | Marcatori | 36’ Onescu |

| Andria 6 novembre 2016, ore 16:30 CET 12ª giornata | Fidelis Andria   | 0 – 0 referto | Vibonese | Stadio Degli Ulivi (1.934 spett.)\| Arbitro: \| Tursi (Valdarno) \| |
| Arbitro:                                           | Tursi (Valdarno) |               |          |                                                                     |

| Arbitro: | Provesi (Treviglio) |

|                     |           |          |
| Pozzebon 63’ (rig.) | Marcatori | 22’ Cruz |

| Arbitro: | Prontera (Bologna) |

|         |           |  |
| Aya 43’ | Marcatori |  |

| Arbitro: | Guida (Salerno) |

|                   |           |                   |
| Cianci 89’ (rig.) | Marcatori | 67’ (aut.) Annoni |

| Arbitro: | Candeo (Este) |

|            |           |                               |
| Fissore 4’ | Marcatori | 55’ (rig.) Cianci 86’ Valotti |

| Arbitro: | Dionisi (L'Aquila) |

|                                |           |                 |
| Cruz 4’ Cancellotti 72’ (aut.) | Marcatori | 65’ Sandomenico |

| Reggio Calabria 10 dicembre 2016, ore 16:30 CET 18ª giornata | Reggina          | 0 – 0 referto | Fidelis Andria | Stadio Oreste Granillo (3.525 spett.)\| Arbitro: \| Andreini (Forlì) \| |
| Arbitro:                                                     | Andreini (Forlì) |               |                |                                                                         |

| Andria 17 dicembre 2016, ore 14:30 CET 19ª giornata | Fidelis Andria    | 0 – 0 referto | Lecce | Stadio Degli Ulivi (2.507 spett.)\| Arbitro: \| Perotti (Legnano) \| |
| Arbitro:                                            | Perotti (Legnano) |               |       |                                                                      |

#### Girone di ritorno
| Arbitro: | Giua (Olbia) |

|               |           |             |
| Tartaglia 81’ | Marcatori | 35’ Agnelli |

| Catania 29 dicembre 2016, ore 18:30 CET 21ª giornata | Catania                | 0 – 0 referto | Fidelis Andria | Stadio Angelo Massimino (7.396 spett.)\| Arbitro: \| Marchetti (Ostia Lido) \| |
| Arbitro:                                             | Marchetti (Ostia Lido) |               |                |                                                                                |

| Arbitro: | Santoro (Messina) |

|               |           |           |
| Tartaglia 60’ | Marcatori | 47’ Sarao |

| Arbitro: | D’Ascanio (Ancona) |

|                      |           |               |
| Reginaldo 84’ (rig.) | Marcatori | 56’ Tartaglia |

| Arbitro: | Mei (Pesaro) |

|                  |           |              |
| Tito 38’ Aya 90’ | Marcatori | 14’ A. Viola |

| Arbitro: | Pasciuta (Agrigento) |

|            |           |                     |
| Marano 72’ | Marcatori | 1’ Cianci 44’ Croce |

| Arbitro: | Fiorini (Frosinone) |

|  |           |                        |
|  | Marcatori | 17’ Rainone 80’ Corado |

| Arbitro: | Pagliardini (Arezzo) |

|              |           |         |
| Genchi 90+4’ | Marcatori | 57’ Aya |

| Arbitro: | Di Gioia (Nola) |

|           |           |  |
| Croce 88’ | Marcatori |  |

| Arbitro: | Raciti (Acireale) |

|                           |           |          |
| Statella 25’ Tedeschi 27’ | Marcatori | 87’ Tito |

| Arbitro: | D. Miele (Torino) |

|  |           |             |
|  | Marcatori | 15’ Valente |

| Arbitro: | De Remigis (Teramo) |

|           |           |  |
| Viola 88’ | Marcatori |  |

| Arbitro: | Guida (Salerno) |

|  |           |                |
|  | Marcatori | 45’ Milinković |

| Matera 5 aprile 2017, ore 18:30 CEST 33ª giornata | Matera                  | 0 – 0 referto | Fidelis Andria | Stadio XXI Settembre-Franco Salerno (2.060 spett.)\| Arbitro: \| Luciano (Lamezia Terme) \| |
| Arbitro:                                          | Luciano (Lamezia Terme) |               |                |                                                                                             |

| Arbitro: | Sozza (Seregno) |

|  |           |                      |
|  | Marcatori | 14’ Cianci 39’ Croce |

| Arbitro: | Capone (Palermo) |

|  |           |               |
|  | Marcatori | 31’ Calderini |

| Arbitro: | Schirru (Nichelino) |

|                      |           |               |
| Kanoute 44’ Ripa 76’ | Marcatori | 77’ F. Curcio |

| Arbitro: | Perotti (Legnano) |

|                        |           |                     |
| Berardino 90+1’ (rig.) | Marcatori | 90+3’ (rig.) Kosnić |

| Arbitro: | Camplone (Pescara) |

|             |           |               |
| Mancosu 30’ | Marcatori | 66’ Tartaglia |

### Coppa Italia

#### Primo turno
| Arbitro: | Zingarelli (Siena) |

|                                         |                      |                                  |
| Maistrrello 70’                         | Marcatori            | 26’ Mancino                      |
| Cavagna Rantier Laurenti Fabbro Candido | Tiri di rigore 5 – 3 | Matera Tartaglia Cianci Piccinni |

### Coppa Italia Lega Pro
| Arbitro: | Pashuku (Albano Laziale) |

|                                |                      |                                        |
| Onescu 32’                     | Marcatori            | 73’ Chiricò                            |
| Rada Klaric Curcio Fall Annoni | Tiri di rigore 3 – 4 | Angelo Padovan Agazzi Riverola Chiricò |